# Henri Bava
Henri Bava (* 30. August 1957 in Tunis) ist ein französischer Landschaftsarchitekt und emeritierter Universitätsprofessor.

## Werdegang
Henri Bava diplomierte 1979 in Botanik an der Universität Paris-Saclay, studierte anschließend bis 1980 Szenografie an der Theaterhochschule École Jacques Lecoq in Paris und bis 1984 Landschaftsarchitektur an der ENSP Versailles. Er arbeitete ein Jahr lang bei Michel Corajoud und gründete 1986 mit Michel Hoessler und Olivier Philippe Agence Ter in Paris. 2000 folgte ein Zweigbüro in Karlsruhe und 2016 in Los Angeles. 2006 wurde er zum Mitglied der Akademie der Künste Berlin Sektion Baukunst gewählt.
Bava lehrte an der ENSP Versailles (1986–1998), am Karlsruher Institut für Technologie (1998–2023) und an der Graduate School of Design der Harvard University bei Charles Waldheim (2010–2011). Der Schweizer Landschaftsarchitekt Maurus Schifferli trat 2025 die Nachfolge von Bava an der KIT an.

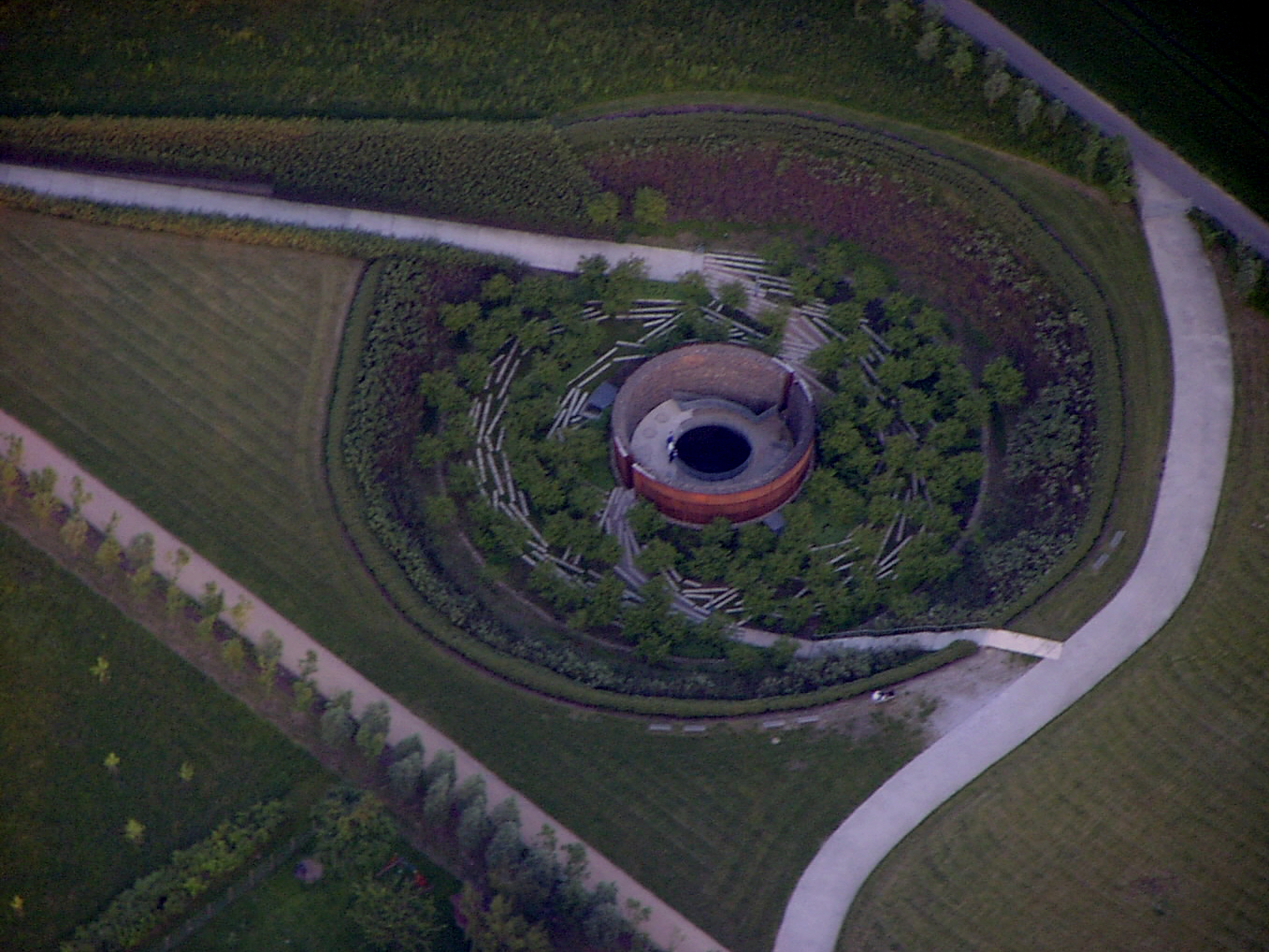
Aqua Magica, Landesgartenschau Bad Oeynhausen/Löhne

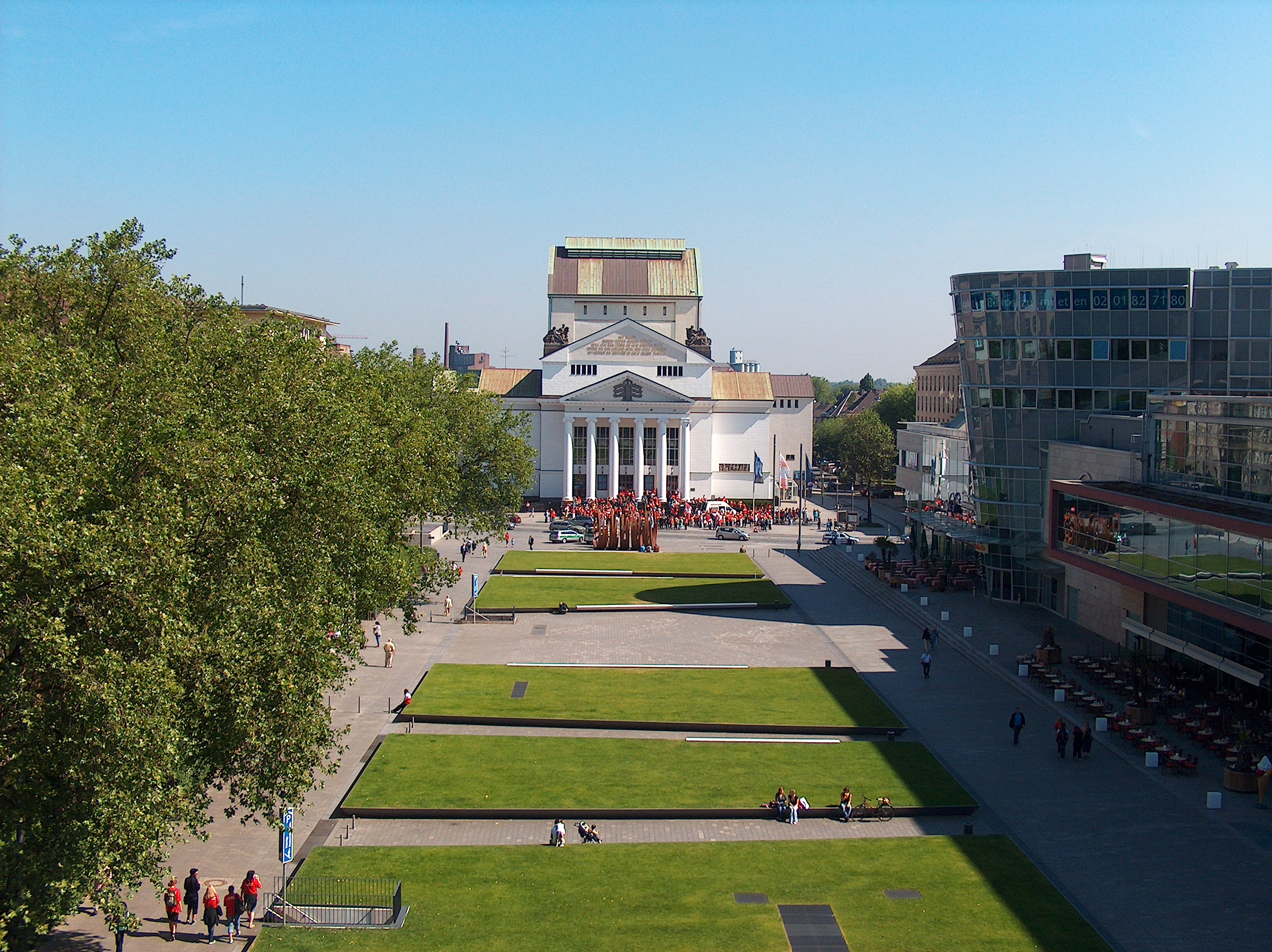
König-Heinrich-Platz Duisburg

## Landschaftsarchitektur
als Partner von Agence Ter:
- 1991: Philippe-Lamour-Gymnasium, Nîmes (Architektur: Gilles Cusy und Michel Maraval)
- 1993–98: Vorplatz Louis-Jeantet-Stiftung, Genf (Architektur: Domino Architekten)[2]
- 1999: Städtebauliche Planung und Gestaltung, Lille/Euralille
- 1997–2000: Aqua Magica, Landesgartenschau Bad Oeynhausen/Löhne[3]
- 2001: Landschaftspark Emscherbruch, Herten und Recklinghausen
- 2001–02: Masterplan Zeche Zollverein, Essen (Architektur: OMA)
- 2003–06: Industrielandschaft Zeche Zollverein, Essen
- 2004: Ortus Artis, Padula
- 2005–07: Park Cristina Enea, San Sebastian
- 2008: König-Heinrich-Platz Duisburg[4]
- 2011: Neugestaltung Schlossplatz Karlsruhe
- seit 2016: Elbinselquartier, Elbinsel Wilhelmsburg (Architektur: Hosoya Schaefer)

## Ehrungen und Preise
- 1991: Trophée National du Paysage für Jardin des Acacias, Nanterre
- 1993: Prix de l‘Aménagement Urbain für Ufer-Neugestaltung des Sees Marie-Claire und des Festplatzes, Kourou
- 1994: Prix AMO für Hauptsitz der Gesellschaft Valeo Vision, Bobigny mit Architekturbüro ARC
- 1994: Prix du Paysage für Garten des Gymnasiums Philippe Lamour, Nîmes mit Cusy et Maraval
- 1995: Prix de la Première Œuvre für Hauptsitz der Jeantet-Stiftung, Genf
- 2003: Förderungspreis Berlin der Akademie der Künste Berlin Sektion Baukunst
- 2003: Grand Prix Régional de l’Architecture et du Paysage Regionaler für Parkplatz und Strandumgebung des Verdon, Martigues
- 2006: Sonderpreis – Deutscher Städtebaupreis der Deutschen Akademie für Städtebau und Landesplanung für Grünmetropole D-NL-B[5]
- 2007: Gand Prix National du Paysage für Parc des Cormailles, Ivry-sur-Seine
- 2008: Fondation de l’académie d’architecture für sein Gesamtwerk
- 2012: Auszeichnung – Beispielhaftes Bauen der Architektenkammer Baden-Württemberg für Neugestaltung Schlossplatz Karlsruhe
- 2018: Grand Prix de l’urbanisme (Agence Ter)

## Bücher
- Heinz Wirz (Hrsg.): Wasser, Schichten, Horizonte. Agence Ter. Henri Bava, Michel Hoessler, Olivier Philippe. Mit einem Beitrag von Jean Pierre Le Dante. Quart Verlag, Luzern 2001.